# Bulevardi Dëshmorët e Kombit
Bulevardi Dëshmorët e Kombit (v češtině doslova Třída mučedníků národního osvobození) je jedna z hlavních ulic, resp. bulvárů v centru albánské metropole Tirany. Orientována je severo-jižním směrem a spojuje Skanderbegovo náměstí v samotném středu Tirany s náměstím Matky Terezy, které se nachází v blízkosti budovy Tiranské univerzity.
Široká třída, kterou lemují řady borovicí (pinií) je obklopena řadou budov, které vznikly v dobách existence socialistické Albánie. Mezi ně patří např. Palác kongresů, Mezinárodní kulturní centrum Pjetër Arbnori (známé též pod názvem Pyramida), Hotel Dajti, Národní galerie umění, prezidentský palác, palác předsedy vlády, a dalších.

## Historie
Třída byla realizována v 30. letech 20. století v souvislosti s přestavbou Tirany italskými architekty. Navrhl ji Gherardo Bosio a realizována byla v letech 1939 až 1941. Otevřena byla pod italským názvem Viale del Impero (třída Impéria). Po nástupu komunistického režimu v Albánii byly ke třídě dobudovány další stavby v duchu socialistického modernismu. Třída byla rovněž zvolena pro pořádání vojenských přehlídek albánské armády.
Po roce 1991 a změně politického režimu v zemi nebyla realizována změna názvu třídy.